# Lago de Ledinci
Lago de Ledinci (serbio latino: Ledinačko jezero; serbio cirílico: Лединачко језеро) es un pequeño lago artificial en la montaña de Fruška Gora, cerca de Novi Sad, en la región de Sirmia (Srem serbio) en la provincia de Voivodina en Serbia. 

## Origen
El lago fue creado durante el bombardeo de la OTAN sobre Yugoslavia (Operación fuerza aliada) en 1999, cuando las bombas en la cantera abandonada de Srebro (‘plata’, en serbio) fueron dañadas y pararon de bombear el agua fuera de la cantera. Las aguas subterráneas, así como las aguas de dos arroyos, Lukin Svetac y Srebrni potok empezaron a llenar la cantera.
Como el lago no tiene desagües, crece continuamente, desde una profundidad original de 16 m hasta 50 m hoy en día, y pronto representará una amenaza para el pueblo de Stari Ledinci. La idea de varios conductos los cuales tomen agua hacia otros lagos artificiales más pequeños en Fruška Gora todavía está en proyecto.

## Características
El lago cubre una superficie de 40 km² y está rodeado por empinados precipicios en la mayoría de sus lados, y laderas en el resto, permitiendo entrar a los nadadores. Tiene una forma de alubia, con una longitud alrededor de 400 metros y la mayor anchura es de alrededor de 100 metros. La profundidad media es de 15 m, y la más grande incluso alcanzó los 50 m. Yace en una altitud de 300 m s. n. m. . El agua es característicamente verde y clara, gracias a la afluencia constante con la que brota el agua, y fría incluso en los días más calurosos del verano.

## Historia
A finales de la década de los 90 y principios de la década del 2000, los derechos de la explotación del lago estaban bajo una disputa multilateral entre la comunidad local, la ciudad de Novi Sad, la compañía minera Alas, registrada en Rakovac, la cual tenía los derechos de explotación de la cantera, y la compañía pública encargada de administrar el parque nacional de Fruška gora. 
Debido a frecuentes sentencias incoherentes de los tribunales y las decisiones municipales, el lago estuvo amenazado hasta el punto de casi desaparecer, porque la compañía minera estaba obligada a devolverla en posesión, y el lago fue considerado inseguro debido a la posibilidad de un desbordamiento del caudal. Los rumores en 2006 sobre que los derechos para continuar usando la cantera fueron vendidos a cierta firma australiana fueron rechazados por la dirección del parque nacional de Fruška Gora, asegurando que la asamblea de Voivodina ya había adoptado un plan para mantener el lago. En última instancia, las disputas terminaron en favor de conservar el lago, que representa uno de los tesoros del parque nacional, y convertirlo en un centro turístico.
El futuro del lago es incierto. En el periodo entre 2001 y 2006, fue un pequeño centro turístico, y la comunidad local del pueblo Stari Ledinci y la compañía que lo lleva fue ambiciosa en expandir los servicios turísticos. Sin embargo, en junio del 2006, una avalancha dañó a varios nadadores, y fue prohibido el acceso público al lago. Posteriormente, la comisión estatal para la protección del ambiente ordenó vaciar el lago inmediatamente (como la antigua orden del 2002 que no se llevó a cabo), ya que el agua alcanzó los límites, y empezó a desbordarse. También, el departamento de protección del ambiente de la república tomó la decisión de que incluso las explotaciones lejanas debían de cesar, en la primera fase, con la protección apropiada y llevando a cabo un cultivo biológico, y que debía de ser cambiado el propósito del lago para convertirse en un sitio de esparcimiento, en la segunda fase. La financiación del proyecto es incierta, todavía.
En octubre del 2006, trabajadores de Alas empezaron los trabajos preparatorios para bombear el agua del lago.

## Curiosidades
Oficialmente, la superficie de la cantera de Srebro está todavía, después de siete años, clasificado como una cantera, no como un lago, y miembros de la comunidad local aseguran que cualquier expansión del desarrollo turístico es imposible mientras que esto no cambie.
El agua del lago Ledinci puede ser usada para beber sin ningún tratamiento previo.
En 2003, Zdravko Čolić grabó un video para su canción «Ao, nono bijela» en el lago de Ledinci.
En el lago se registraron escenas de las películas No somos ángeles 3: Rock and roll huelga atrás (2006) y Charleston para Ognjenk (2008).